# Annépé
Annépé  est une ville  située dans le Sud de la Côte d'Ivoire, et appartenant au département d'Adzopé, dans la Région de l'Agnéby. La localité d'Annépé est un chef-lieu de commune et de sous-préfecture . Le périmètre de la commune d’Annépé englobe dans ses limites, Annépé, Lobo-Akoudzin et les autres villages qui leur sont rattachés.